# فلاديمير غيلفاند
فلاديمير غيلفاند (بالروسية: Влади́мир Ната́нович Ге́льфанд)، (بالإنجليزية: Vladimir Gelfand)، روسي الجنسية، ولد في 1 آذار عام 1923، في قرية Novoarkhangelsk, كيروفوهراد أوبلاست; وتوفي في 25 تشرين الثاني عام 1983 في مدينة دنيبروبتروفسك، أوكرانيا, وقد كان جندي سوفيتي ومؤرخ في الحرب العالمية الثانية.
اشتهر لكونه كاتب مذكرات من عام 1941-1946 وقد نُشرت هذه المذكرات في ألمانيا والسويد. إن مذكرات وملاحظات الضابط في الجيش الأحمر: فلاديمير غيلفاند نُشرت بكتاب سُميّ (مذكرات ألمانيا في عامي 1945-1946) (Deutschland-Tagebuch )يوميات الجنود في الجيش الأحمر، وقد كان هذا الكتاب من أوائل الكتب التي نُشرت في ألمانيا.

## السيرة الذاتية
المنشورات:
- 2002 الناشر bbb battert-Verlag بادن-بادن، ألمانيا (Tagebuch 1941—1946 (ISBN 3-87989-360-8
- 2005 الناشر Aufbau-Verlag برلين- ألمانيا (Deutschland Tagebuch 1945—1946(ISBN 3-351-02596-3
- 2006 الناشر Ersatz استكهولم، السويد(Tysk dagbok 1945—46 (ISBN 91-88858-21-9
- 2008 الناشر Aufbau-Tb-Verlag برلين، ألمانيا(Deutschland Tagebuch 1945—1946 (ISBN 3-74668-155-3
- 2012 الناشر Ersatz-E-book استكهولم، السويد (Tysk dagbok 1945—46 (ISBN 9789186437831
- 2015 الناشر РОССПЭН موسكو ,روسيا ,(Владимир Гельфанд. Дневник 1941—1946 (ISBN 978-5-8243-1983-5
- 2016 الناشر РОССПЭН موسكو، روسيا ,(Владимир Гельфанд. Дневник 1941—1946 (ISBN 978-5-8243-2023-7

## وسائل الإعلام
"هذه شهادات خاصة للغاية وغير خاضعة للرقابة لتجارب وأمزجة جندي ومحتل في الجيش الأحمر في ألمانيا. ومع ذلك ، فإنه يكشف كيف رأى جندي الجيش الأحمر الشاب نهاية الحرب والمجتمع الألماني في الانهيار. نحصل على رؤى جديدة تمامًا حول المجتمع القتالي للجيش الأحمر وتركيبته الأخلاقية ، والتي غالبًا ما تمجدها في الروايات السوفيتية. تُظهر تجارب جيلفاند مع النساء أنه في عام 1945/1946 يمكن أن تكون هناك أيضًا علاقات حب بين المنتصرين الذكور والإناث المهزومة. يظهر القارئ بمصداقية أن النساء الألمانيات سعت أيضًا إلى الاتصال بالجنود السوفيت ، وليس فقط لأسباب مادية أو بدافع الحاجة إلى الحماية ". Elke Scherstjanoi ، مؤرخة ألمانية
تعكس مذكرات غيلفاند الحالة المزاجية للقوات السوفيتية في المراحل الأخيرة من الحرب العالمية الثانية وما بعدها. يهودي من أصل أوكراني يأتي إلى ألمانيا بعفوية كبيرة وعطش متزايد للانتقام ، وهو الأمر الذي يغلي بين القوات المشاركة في عملية فيستولا أودر. يتم تحديد كراهية العدو بشكل متزايد مع الشعب الألماني بأكمله. جلفاند تشهد الدمار والنهب والموت والخيانة. توثق اليوميات العديد من حالات العنف والاغتصاب من قبل نساء ألمانيات. إنه مراقب حساس وشريك في شخص واحد ولا يحاول إخفاء أعمال الانتقام والسرقة. يوميات جيلفاند هي قصة فريدة من نوعها لبداية الاحتلال السوفيتي لألمانيا ". ماتيو إرماكورا وسيرينا تيبولاتو ، جامعة كا فوسكاري فينيتسيا
أوليج بودنيتسكي ، مؤرخ روسي ، كاتب "تحتوي مذكرات جندي سوفيتي على وصف لواقع تم قمعه منذ فترة طويلة ولم يتم وصف حقائقه اليومية مطلقًا. على الرغم من كل الفظائع الموصوفة ، إلا أنها قراءة مثيرة تم نشرها أخيرًا بعد سنوات عديدة. إنه لمن دواعي سرورنا أن اليوميات أصبحت متاحة لدائرة واسعة من القراء ، حتى لو كانت باللغة الألمانية فقط وبتأخير لمدة 60 عامًا ، لأننا افتقرنا إلى هذا المنظور. لأول مرة ، يتم تصوير المنتصرين في الجيش الأحمر على أنهم بشر ، وهذا يعطي لمحة عن داخل جندي سوفيتي. لن يكون من السهل على بوتين وأنصاره في فترة ما بعد الاتحاد السوفيتي وضع هذه اليوميات في الخزانة السامة للدعاية المعادية لروسيا ". بير لاندين ، صحفي سويدي
"مذكرات ألمانيا 1945-1946" جديرة بالملاحظة من نواحٍ عديدة. من منظور غير مألوف ، يصف شاهد عيان تحرير بولندا وألمانيا الشرقية من قبل الجيش السوفيتي. إن حقيقة وجود هذا الكتاب على الإطلاق هي سبب كاف لتكون ممتنًا لمؤلفه ، لأنه في الجيش الأحمر كان ممنوعًا الاحتفاظ بمذكرات لأسباب أمنية. ومع ذلك ، استهزأ الملازم الأوكراني غيلفاند بشجاعة بهذا الحظر. على الرغم من النقص ، فإن هذه اليوميات تتعارض إلى حد ما مع وجهة النظر التي يتبناها العديد من التحريفيين التاريخيين بأن انتصار البشرية العظيم على هتلر كان هجومًا على الحضارة الغربية من قبل جحافل ستالين ". ستيفان ليندغرين ، صحفي سويدي